# 基任加區

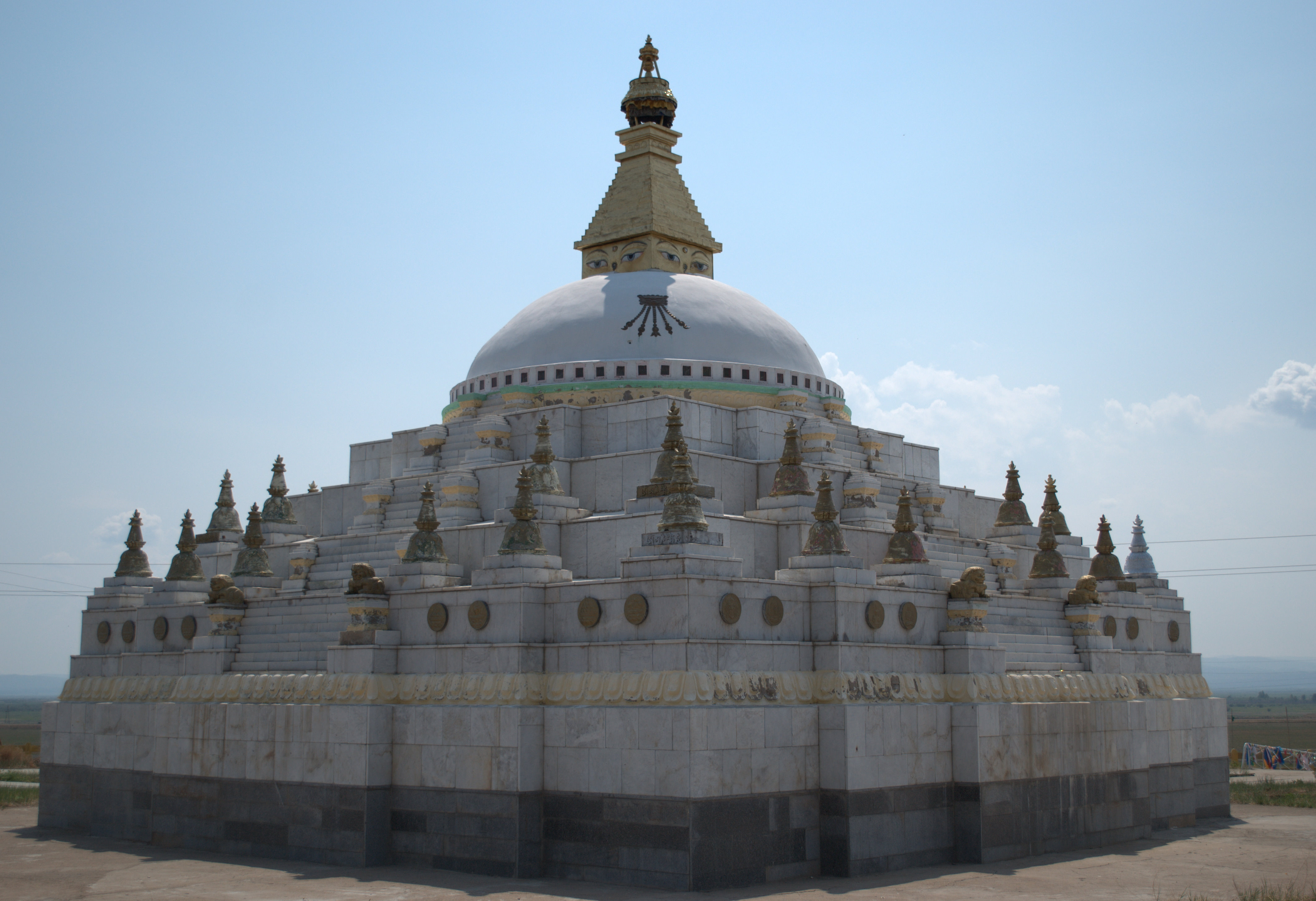

51°51′N 109°55′E / 51.850°N 109.917°E
基任加區（俄语：Кижингинский район），是俄羅斯的一個區，位於該國南部，由布里亞特共和國負責管轄，始建於1940年12月12日，面積7,871平方公里，2010年人口16,509，人口密度每平方公里2.1人。